# Oberfränkisch
Oberfränkisch, in der Dialektologie gewöhnlich Oberostfränkisch, ist ein ostfränkischer Dialekt, der östlich der Bamberger Schranke entlang der Fränkischen Linie in der Region östlich von Lichtenfels, um Kronach, Kulmbach, Hof und Bayreuth in den bayerischen Regierungsbezirk Oberfranken (und zum Teil Mittelfranken) gesprochen wird. Kerngebiete der Dialektverbreitung sind das Obermainland und der Frankenwald.
Der Hofer Dialekt unterscheidet sich jedoch von den anderen, weil Verwandtheit zum vogtländischen Dialekt besteht.

## Merkmale
Während das Unter(ost)fränkische im Vokalismus strukturelle Gemeinsamkeiten mit dem südlich anschließenden Bairisch kennt, teilt das Ober(ost)fränkische diese mit dem nördlich anschließenden Thüringisch. So hat sich die mittelhochdeutsche Vokalreihe /eː/ – /øː/ – /oː/ im Unterfränkischen über die geöffneten Vokale /ɛː/ – /œː/ – /ɔː/ zur diphthongierten Reihe /ɛːə/ – /œːə/ – /ɔːə/ entwickelt, im Oberfränkischen hingegen über die gehobenen Vokale /iː/ – /yː/ – /uː/ zur diphthongierten Reihe /iə/ – /yə/ – /uə/. Charakteristisch ist sodann die die Monophthongierung der mittelhochdeutschen Vokale /ei/, /œu/ und /ou/, die im Oberfränkischen zu /aː/, im Unterfränkischen dagegen zu /eː/ oder /ɛː/ geführt hat. In morphologischer Hinsicht typisch für das Oberfränkische (und das benachbarte Südthüringische) ist das Vorkommen eines „Infinitivs II“, der nach der Infinitivpartikel ze auftritt und historisch auf das mittelhochdeutsche Gerundium zurückgeht: mache – ze machen („machen“ – „zu machen“).
Andere Charakteristika hat das Oberfränkische mit benachbarten Dialektgruppen gemeinsam: die grundsätzliche weiche Aussprache der Konsonanten /p/ und /t/ (binnendeutsche Konsonantenschwächung; umgangssprachlich unterschieden als „hartes und weiches B und D“), das Vorderzungen-R, der teilweise Zusammenfall von Akkusativ und Dativ, Eigenheiten der schwachen Konjugation sowie das fast vollständige Fehlen des Präteritums.
Der Hofer Dialekt, der im Hofer Land gesprochen wird, weist deutliche sprachliche Unterschiede auf. So wurden viele Wörter aus dem Vogtländischen Dialekt übernommen. Dies ist auf die geographische Lage und die vogtländische Geschichte des Hofer Landes zurückzuführen. Als Besonderheit existiert in Hof und der unmittelbaren Umgebung das Wort hoa [hɒˑ], das von Dialektsprechern als Synonym zu ja oder als affirmative Modalpartikel verwendet wird und den Dialektsprecher auch außerhalb der Hofer Umgebung anderen Hofern gegenüber zu erkennen gibt.
Das Oberfränkische wird wissenschaftlich im Fränkischen Wörterbuch sowie im Bayerischen Sprachatlas (Abteilung Sprachatlas von Nordostbayern) dokumentiert.
In den deutschen Medien ist der oberfränkische Dialekt nur selten zu hören. Ein Beispiel ist die Figur des Wachtmeisters Schmidt in der Serie Der Bulle von Tölz (gespielt von Norbert Mahler).